# Сухі ліси Гаїті
Сухі ліси Гаїті (ідентифікатор WWF: NT0215) — неотропічний екорегіон тропічних та субтропічних сухих широколистяних лісів, розташований на Гаїті.

## Географія
Екорегіон сухих лісів Гаїті охоплює близько 20 % острова Гаїті або Еспаньйола — другого за площею острова Карибів, розташованого між Кубою і Ямайкою на заході та Пуерто-Рико на сході. Гаїті є частиною групи Великих Антильських островів. Адміністративно він розділений між Республікою Гаїті, що займає західну частину острова, та Домініканською Республікою, що займає його східну частину.
Острів Гаїті має складний гористий рельєф. Із заходу на схід його перетинають п'ять основних гірських хребтів, що перемежовуються широкими долинами. Через центральну частину острова, від північно-західної частини Гаїті до південного узбережжя Домініканської Республіки простягаються гори Кордильєра-Сентраль, відомі в Гаїті як Масив-дю-Норд. Тут розташована гора Піко-Дуарте заввишки 3098 м, найвища вершина Карибів.
Паралельно Центральній Кордильєрі через північну частину острова простягаються гори Кордильєра-Септентріональ або Північна Кордильєра, яка продовжується на сході як півострів Самана. Гори Центральної та Північної Кордильєри розділені долиною Сібао та Атлантичними прибережними рівнинами. У східній частині Домініканської Республіки лежать гори Кордильєра-Орієнталь, найнижчі гори острова.
Південніше Центральної Кордильєри із заходу на схід простягається низка гірських хребтів: гори Сьєрра-де-Неїба у Домініканській Республіці та гори Монтань-Нуар, Шен-де-Матьо і Тру-д'О в Гаїті. Між горами Північного масиву та горами Монтань-Нуар лежить Центральне плато, а між горами Монтань-Нуар та Шен-де-Матьо — Артібонська рівнина, яка простягається на захід до затоки Гонав.
На півдні острова Гаїті, зокрема на південно-західному півострові Тібурон, простягаються гори Південної Кордильєри, що включають гірські масиви Сель та Масив-де-ла-Отт в Гаїті та гори Сьєрра-де-Баоруко на південному заході Домініканської Республіки. Тут розташована гора Пік-ла-Сель заввишки 2680 м, третя за висотою вершина Антильських островів та найвища вершина Республіки Гаїті. Між горами Південної Кордильєри та горами Шен-де-Матьо і Сьєрра-де-Неїба лежить западина Кюль-де-Сак, на дні якої розташована низка солоних озер.
Сухі тропічні ліси переважно поширені на прибережних низовинах на заході і півдні острова Гаїті, а також у міжгірських долинах острова, що лежать у дощовій тіні, зокрема в долині Сібао та западині Кюль-де-Сак. Крім того, сухі ліси зустрічаються у прибережних районах острова Гонав, розташованого в однойменній затоці, а також на деяких інших сусідніх островах, таких як Тортуга та Беата. Рельєф регіону представлений як пласкими прибережними низовинами, так і схилами гірських хребтів, що підіймаються до 700 м над рівнем моря. На більших висотах сухі ліси переходять у вологі ліси Гаїті. У западині Кюль-де-Сак сухі ліси оточують екорегіон водно-болотних угідь Енрикільйо, а у деяких прибережних районах вони переходять у мангри Великих Антильських островів.

## Клімат
В межах екорегіону переважає саванний клімат (Aw за класифікацією кліматів Кеппена) або напівпустельний клімат (BSh за класифікацією Кеппена). Середньорічна кількість опадів в регіоні коливається від 545 мм на півдні до 980 мм на півночі, а середньорічна температура становить близько 26 °C.

## Флора
Рослинний покрив екорегіону представлений сухими тропічними лісами та кактусовими чагарниками. Їх основу складають дерева та кущі, пристосовані до тривалих періодів посухи. Їх висота може досягати 6-8 м. Серед дерев, що переважають в лісах регіону, слід відзначити мескітове дерево (Prosopis juliflora), солодку акацію (Vachellia farnesiana), залізне гуаякове дерево (Guaiacum officinale), священне гуаякове дерево (Guaiacum sanctum), еквадорський лавр (Cordia alliodora) та рідкісне вест-індійське червоне дерево (Swietenia mahagoni). Для перехідних зон між сухими та вологими тропічними лісами характерні гаїтянські пальметто (Sabal domingensis). Серед інших рослин, поширених в екорегіоні, слід відзначити мелокактус Лемера (Melocactus lemairei) та різні види мескітових дерев (Prosopis spp.), деревоподібних кактусів (Pilosocereus spp.), гіппоманій (Hippomane spp.), циліндропунцій (Cylindropuntia spp.), агав (Agave spp.) і бурзер (Bursera spp.).

## Фауна
Фауна екорегіону характеризується високим різноманіттям та рівнем ендемізму, особливо серед птахів. Серед птахів, поширених у сухих лісах і чагарниках Гаїті, слід відзначити антильську зенаїду (Zenaida aurita), неоарктичного канюка (Buteo jamaicensis), американського боривітра (Falco sparverius), американського сича (Athene cunicularia), антильського серпокрильця-крихітку (Tachornis phoenicobia), білогорлого колібрі-бджолу (Mellisuga minima), сірого тирана (Tyrannus dominicensis), темноголового тирана (Tyrannus caudifasciatus), острівного копетона (Myiarchus stolidus), товстодзьобого віреона (Vireo crassirostris), чорновусого віреона (Vireo altiloquus), антильського щурика (Progne dominicensis), карибського дрозда (Turdus plumbeus), антильського гракла (Quiscalus niger), золотогорлого потроста (Tiaris olivaceus), велику вівсянку-снігурця (Melopyrrha violacea) та церебу (Coereba flaveola).
Ендемічні гаїтянські піаї (Coccyzus rufigularis), гаїтянські пораке (Siphonorhis brewsteri), широкозьобі тоді (Todus subulatus), плоскодзьобі віреони (Vireo nanus) та пальмовики (Dulus dominicus) зустрічаються майже виключно у сухих тропічних лісах і чагарниках екорегіону. Майже ендемічними представниками екорегіону, які також зустрічаються в інших частинах Еспаньйоли, є гаїтянські тако (Coccyzus longirostris), гаїтянські сипухи (Tyto glaucops), антильські колібрі-манго (Anthracothorax dominicus), гаїтянські колібрі-смарагди (Riccordia swainsonii), гаїтійські трогони (Priotelus roseigaster), антильські добаші (Nesoctites micromegas), гаїтійські гіли (Melanerpes striatus), домініканські амазони (Amazona ventralis), гаїтянські аратинги (Psittacara chloropterus), гаїтянські піві (Contopus hispaniolensis), пальмові ворони (Corvus palmarum), антильські ворони (Corvus leucognaphalus), синьоголові гутурами (Chlorophonia musica), чорноголові пальмагри (Phaenicophilus palmarum), сіроголові пальмагри (Phaenicophilus poliocephalus), зеленохвості пісняри (Microligea palustris) та антильські трупіали (Icterus dominicensis).
Більшість ссавців, поширених на острові Гаїті, — це рукокрилі. Раніше на острові зустрічалося багато ендемічних гризунів та дрібних комахоїдних ссавців, зокрема гірські хутії (Isolobodon montanus), широкозубі хутії (Hyperplagiodontia araeum) та гаїтянські незофонти (Nesophontes zamicrus), однак майже всі вони вимерли після прибуття на Кариби європейських колоністів та появи на Гаїті численних інвазивних ссавців, зокрема свійських котів (Felis catus), чорних пацюків (Rattus rattus) та сірих пацюків (Rattus norvegicus). Єдиними місцевими наземними ссавцями, які збереглися на Гаїті, є гаїтянські хутії (Plagiodontia aedium) та гаїтянські щілинозуби (Solenodon paradoxus).
Завдяки посушливому клімату в екорегіоні зустрічається багато плазунів, серед яких є багато ендеміків. Серед поширених в регіоні плазунів слід відзначити ігуану-носорога (Cyclura cornuta), скельну ігуану Рікорда (Cyclura ricordii), гаїтянського полоза (Haitiophis anomalus) та бараонського чорноголового полоза (Ialtris agyrtes). Дослідження 2017 року показало, що велетенські гаїтянські суходільні черепахи (Chelonoidis marcanoi), які були поширені на Гаїті в минулому, віддавали перевагу сухим, відкритим місцевостям та відігравали важливу роль у формуванні цього природного середовища.

## Збереження
Більшість сухих тропічних лісів Гаїті були знищені, особливо у гаїтянській частині екорегіону. Основними загрозами для збереження природи регіону є вирубка лісів з метою заготівлі дрів та виробництва деревного вугілля, надмірний випас великої рогатої худоби, кіз та віслюків, а також інтенсивне використання землі для рекреаційних цілей.
Оцінка 2017 року показала, що 2859 км², або 19 % екорегіону, є заповідними територіями. Природоохоронні території включають: Національний парк Харагуа, Національний парк Сьєрра-де-Баоруко, Національний парк Сьєрра-Мартін-Гарсія, Східний національний парк та Національний парк Монте-Крісті в Домініканській Республіці, а також Заповідну зону Трьох заток в Гаїті.